# ترانه‌شناسی آلبوم‌های بی‌تی‌اس
بی‌تی‌اس، گروه پسرانهٔ اهل کره جنوبی، نه آلبوم استودیویی (که یکی از آنها تحت نام دیگری ری‌پکیج شد)، شش آلبوم گردآوری‌شده و شش آلبوم چندآهنگه منتشر کرده‌است.

## آلبوم‌های استودیویی
| تاریک و وحشی                                                          | - انتشار: ۱۹ اوت ۲۰۱۴ - ناشر: بیگ هیت، لئون، پونی کنیون - قالب: سی‌دی، دانلود دیجیتال، استریم                 | ۲ | —  | ۱۸۵ | —  | ۳۰ | —   | —  | —  | —  | —  | - KOR: 556,763                                                                         | |
| بیدار شو                                                              | - انتشار: ۲۴ دسامبر ۲۰۱۴ - ناشر: پونی کنیون - قالب: سی‌دی، سی‌دی+دی‌وی‌دی، دانلود دیجیتال، استریم                | — | —  | —   | —  | ۳  | —   | —  | —  | —  | —  | - JPN: 28,000                                                                          | |
| جوانی                                                                 | - انتشار: ۷ سپتامبر ۲۰۱۶ - ناشر: پونی کنیون - قالب: سی‌دی، سی‌دی+دی‌وی‌دی، دانلود دیجیتال، استریم                | — | —  | —   | —  | ۱  | —   | —  | —  | —  | —  | - JPN: 94,293                                                                          | - آرآی‌ای‌جی: طلا                                                                                          |
| بال‌ها                                                                 | - انتشار: ۱۰ اکتبر ۲۰۱۶ - ناشر: بیگ هیت، لئون، پونی کنیون - قالب: سی‌دی، دانلود دیجیتال، استریم               | ۱ | —  | ۷۲  | ۱۹ | ۷  | ۶۸  | ۲۴ | ۵۶ | ۶۲ | ۲۶ | - KOR: 1,427,203 - JPN: 72,512 - US: 13,000                                            | |
| با خودت مواجه شو                                                      | - انتشار: ۴ آوریل ۲۰۱۸ - ناشر: دف جم، ویرجین - قالب: سی‌دی، سی‌دی+دی‌وی‌دی، سی‌دی+بلو-ری، دانلود دیجیتال، استریم  | — | ۷۱ | ۹۴  | ۴۰ | ۱  | ۱۱۶ | —  | —  | ۷۸ | ۴۳ | - JPN: 343,195 - US: 4,000                                                             | - آرآی‌ای‌جی: ۲× پلاتین - بی‌پی‌آی: نقره                                                                     |
| عاشق خودت باش: اشک                                                    | - انتشار: ۱۸ مه ۲۰۱۸ - ناشر: بیگ هیت، دریموس، ویرجین - قالب: سی‌دی، دانلود دیجیتال، استریم                    | ۱ | ۶  | ۶   | ۲  | ۳  | ۶   | ۵  | ۶  | ۸  | ۱  | - KOR: 2,844,184 - JPN: 209,598 - US: 212,953                                          | - کی‌ام‌سی‌ای: ۲× میلیون - بی‌پی‌آی: نقره - آرآی‌ای‌جی: طلا                                                     |
| نقشه روح: ۷                                                           | - انتشار: ۲۱ فوریه ۲۰۲۰ - ناشر: بیگ هیت، کلمبیا، ویرجین - قالب: سی‌دی، دانلود دیجیتال، استریم                 | ۱ | ۱  | ۱   | ۱  | ۱  | ۱   | ۱  | ۳  | ۱  | ۱  | - KOR: 4,745,578 - CAN: 31,000 - FRA: 68,000 - JPN: 500,206 - UK: 32,000 - US: 674,000 | - کی‌ام‌سی‌ای: ۴× میلیون - بی‌ئی‌ای: طلا - بی‌پی‌آی: طلا - آرآی‌ای‌ای: پلاتین - آرآی‌ای‌جی: پلاتین - آرارم‌ان‌زد: طلا |
| نقشه روح: ۷ – سفر                                                     | - انتشار: ۱۵ ژوئیه ۲۰۲۰ - ناشر: دف جم، ویرجین - قالب: سی‌دی، سی‌دی+دی‌وی‌دی، سی‌دی+بلو-ری، دانلود دیجیتال، استریم | — | ۹  | ۲۳  | ۹۰ | ۱  | —   | ۷  | ۵۱ | ۳۵ | ۱۴ | - JPN: 701,038 - WW: 1,200,000                                                         | - آرآی‌ای‌جی: ۳× پلاتین                                                                                    |
| بودن                                                                  | - انتشار: ۲۰ نوامبر ۲۰۲۰ - ناشر: بیگ هیت، کلمبیا، ویرجین - قالب: سی‌دی، دانلود دیجیتال، استریم                | ۱ | ۲  | ۳   | ۱  | ۱  | ۲   | ۱  | ۳  | ۲  | ۱  | - KOR: 3,753,838 - JPN: 582,132 - US: 177,000                                          | - کی‌ام‌سی‌ای: ۳× میلیون - آرآی‌ای‌جی: پلاتین - آرآی‌ای‌جی: پلاتین                                              |
| «—» بیانگر ضبط شده‌ای است که در قلمروی آن جدول نبوده یا منتشر نشده‌است. | |   |    |     |    |    |     |    |    |    |    |                                                                                        | |

## ری‌پکیج‌ها
| عنوان                                                                 | جزئیات آلبوم                                                                                   | بالاترین موقعیت جدول | بالاترین موقعیت جدول | بالاترین موقعیت جدول | بالاترین موقعیت جدول | بالاترین موقعیت جدول | بالاترین موقعیت جدول | بالاترین موقعیت جدول | فروش‌ها                       | گواهی‌نامه‌ها    |
| عنوان                                                                 | جزئیات آلبوم                                                                                   | کره جنوبی            | کانادا               | فرانسه               | ژاپن                 | نیوزلند هیت.         | یواِس                 | یواِس ورلد            | فروش‌ها                       | گواهی‌نامه‌ها    |
| --------------------------------------------------------------------- | ---------------------------------------------------------------------------------------------- | -------------------- | -------------------- | -------------------- | -------------------- | -------------------- | -------------------- | -------------------- | ---------------------------- | -------------- |
| ماجرای عشقی مدرسه نسخه ویژه                                           | - انتشار: ۱۴ مه ۲۰۱۴ - ناشر: بیگ هیت، لئون، پونی کنیون - قالب: سی‌دی، دانلود دیجیتال، استریم    | ۱                    | —                    | —                    | ۳                    | —                    | —                    | —                    | - JPN: 40,829 - KOR: 685,352 |                |
| هیچوقت تنها نیستی                                                     | - انتشار: ۱۳ فوریه ۲۰۱۷ - ناشر: بیگ هیت، لئون، پونی کنیون - قالب: سی‌دی، دانلود دیجیتال، استریم | ۱                    | ۳۵                   | ۶۳                   | —                    | ۳                    | ۶۱                   | ۱                    | - KOR: 1,314,522             | - بی‌پی‌آی: نقره |
| «—» بیانگر ضبط شده‌ای است که در قلمروی آن جدول نبوده یا منتشر نشده‌است. |                                                                                                |                      |                      |                      |                      |                      |                      |                      |                              |                |

## آلبوم‌های گردآوری‌شده
| خیلی خفن برای مدرسه / اوه! تو هم دیرت شده؟                            | - انتشار: ۲۳ آوریل ۲۰۱۴ - ناشر: پونی کنیون - * قالب: سی‌دی+دی‌وی‌دی                                               | — | —  | —   | —  | ۵۸ | — | —  | —  | —  | —   |                                                               |                                                                                        |
| زیباترین لحظه در زندگی: همیشه جوان                                    | - انتشار: ۲ مه ۲۰۱۶ - ناشر: بیگ هیت، لئون، پونی کنیون - قالب: سی‌دی، دانلود دیجیتال، استریم                     | ۱ | —  | ۱۹۴ | ۹۹ | ۷  | — | —  | —  | —  | ۱۰۷ | - KOR: 1,059,597 - JPN: 14,403 - US: 6,000                    | - بی‌پی‌آی: نقره                                                                         |
| The Best of Bangtan Sonyeondan -نسخه کره-                             | - انتشار: ۶ ژانویه ۲۰۱۷ - ناشر: پونی کنیون - قالب: سی‌دی، سی‌دی+دی‌وی‌دی، استریم                                   | — | —  | —   | —  | ۵  | — | —  | —  | —  | —   | - JPN: 62,840                                                 | - آرآی‌ای‌جی: طلا                                                                        |
| The Best of Bodan Shonendan -نسخه ژاپن-                               | - انتشار: ۶ ژانویه ۲۰۱۷ - ناشر: پونی کنیون - * قالب: سی‌دی، سی‌دی+دی‌وی‌دی، استریم                                 | — | —  | —   | —  | ۶  | — | —  | —  | —  | —   | - JPN: 36,634                                                 | - آرآی‌ای‌جی: طلا                                                                        |
| عاشق خودت باش: پاسخ                                                   | - انتشار: ۲۴ اوت ۲۰۱۸ - ناشر: بیگ هیت، آی‌ریور، کلمبیا، ویرجین - قالب: سی‌دی، دانلود دیجیتال، استریم             | ۱ | ۹  | ۵   | ۱  | ۱  | ۵ | ۱۱ | ۲۰ | ۱۴ | ۱   | - WW: 2,700,000 - KOR: 3,205,079 - JPN: 295,996 - US: 199,865 | - کی‌ام‌سی‌ای: ۳× میلیون - بی‌پی‌آی: طلا - آرآی‌ای‌ای: پلاتین - آرآی‌ای‌جی: طلا - آرام‌ان‌زد: طلا |
| بی‌تی‌اس، بهترین                                                        | - انتشار: ۱۶ ژوئن ۲۰۲۱ - ناشر: دف جم، ویرجین - قال: ۲سی‌دی، ۲سی‌دی+۲دی‌وی‌دی، ۲سی‌دی+بلو-ری، دانلود دیجیتال، استریم | — | ۳۱ | ۸   | ۴۵ | ۱  | — | ۳۰ | —  | ۷۱ | ۱۹  | - JPN: 1,024,030                                              | - آرآی‌ای‌جی: میلیون                                                                     |
| مدرک                                                                  | - انتشار: ۱۰ ژوئن ۲۰۲۲ - ناشر: بیگ هیت، یونیورسال، ویرجین - قالب: سی‌دی، دانلود دیجیتال، استریم                 | ۱ | ۱  | ۱   | ۱  | ۱  | ۱ | ۱  | ۱۵ | ۸  | ۱   | - KOR: 2,957,410 - JPN: 537,659 - US: 266,000                 | - آرآی‌ای‌جی: ۲× پلاتین                                                                  |
| «—» بیانگر ضبط شده‌ای است که در قلمروی آن جدول نبوده یا منتشر نشده‌است. | |   |    |     |    |    |   |    |    |    |     |                                                               |                                                                                        |

## آلبوم‌های چندآهنگه
| اوه! تو هم دیرت شده؟                                                  | - انتشار: ۱۱ سپتامبر ۲۰۱۳ - ناشر: بیگ هیت، لئون، پونی کنیون - قالب: سی‌دی، دانلود دیجیتال، استریم     | ۴                             | —                             | —                             | —                             | —                             | —                             | —                             | —                             | —                             | —                             | - KOR: 482,908                                             |                                                                                   |
| ماجرای عشقی مدرسه                                                     | - انتشار: ۱۲ فوریه ۲۰۱۴ - ناشر: بیگ هیت، لئون، پونی کنیون - قالب: سی‌دی، دانلود دیجیتال، استریم       | ۱                             | ۲۳                            | ۱۵۰                           | —                             | ۳۲                            | —                             | —                             | —                             | —                             | ۱۲                            | - KOR: 617,226                                             |                                                                                   |
| زیباترین لحظه در زندگی، قسمت ۱                                        | - انتشار: ۲۹ آوریل ۲۰۱۵ - ناشر: بیگ هیت، لئون، پونی کنیون - قالب: سی‌دی، دانلود دیجیتال، استریم       | ۱                             | —                             | ۱۸۶                           | —                             | ۱۷                            | —                             | —                             | —                             | —                             | —                             | - KOR: 775,887 - JPN: 13,091 - US: 2,000                   |                                                                                   |
| زیباترین لحظه در زندگی، قسمت ۲                                        | - انتشار: ۳۰ نوامبر ۲۰۱۵ - ناشر: بیگ هیت، لئون، پونی کنیون - قالب: سی‌دی، دانلود دیجیتال، استریم      | ۱                             | —                             | —                             | —                             | ۱۵                            | —                             | —                             | —                             | —                             | ۱۷۱                           | - KOR: 938,628 - JPN: 14,051 - US: 5,000                   |                                                                                   |
| عاشق خودت باش: او                                                     | - انتشار: ۱۸ سپتامبر ۲۰۱۷ - ناشر: بیگ هیت، لئون، یونیورسال - قالب: سی‌دی، دانلود دیجیتال، استریم      | ۱                             | ۸                             | ۱۸                            | ۳                             | ۱                             | ۱۹                            | ۹                             | ۱۳                            | ۱۴                            | ۷                             | - KOR: 2,854,695 - JPN: 88,664 - US: 18,000                | - بی‌پی‌آی: نقره                                                                    |
| نقشه روح: پرسونا                                                      | - انتشار: ۱۲ آوریل ۲۰۱۹ - ناشر: بیگ هیت، آی‌ریور، کلمبیا، ویرجین - قالب: سی‌دی، دانلود دیجیتال، استریم | ۱                             | ۱                             | ۳                             | ۱                             | ۲                             | ۲                             | ۱                             | ۲                             | ۱                             | ۱                             | - KOR: 4,389,149 - JPN: 357,948 - UK: 18,050 - US: 454,000 | - کی‌ام‌سی‌ای: ۴× میلیون - بی‌ئی‌ای: طلا - بی‌پی‌آی: طلا - آرآی‌ای‌ای: طلا - آرآی‌ای‌جی: طلا |
| دینامیت                                                               | - انتشار: ۲۸ اوت ۲۰۲۰ - ناشر: بیگ هیت، کلمبیا - قالب: سی‌دی، دانلود دیجیتال، استریم                   | ترکیب داده‌های جدول با دینامیت | ترکیب داده‌های جدول با دینامیت | ترکیب داده‌های جدول با دینامیت | ترکیب داده‌های جدول با دینامیت | ترکیب داده‌های جدول با دینامیت | ترکیب داده‌های جدول با دینامیت | ترکیب داده‌های جدول با دینامیت | ترکیب داده‌های جدول با دینامیت | ترکیب داده‌های جدول با دینامیت | ترکیب داده‌های جدول با دینامیت | ترکیب داده‌های جدول با دینامیت                              | ترکیب داده‌های جدول با دینامیت                                                     |
| Butter (Hotter, Sweeter, Cooler)                                      | - انتشار: ۴ ژوئن ۲۰۲۱ - ناشر: بیگ هیت، کلمبیا - قالب: دانلود دیجیتال، استریم                         | ترکیب داده‌های جدول با کره     | ترکیب داده‌های جدول با کره     | ترکیب داده‌های جدول با کره     | ترکیب داده‌های جدول با کره     | ترکیب داده‌های جدول با کره     | ترکیب داده‌های جدول با کره     | ترکیب داده‌های جدول با کره     | ترکیب داده‌های جدول با کره     | ترکیب داده‌های جدول با کره     | ترکیب داده‌های جدول با کره     | ترکیب داده‌های جدول با کره                                  | ترکیب داده‌های جدول با کره                                                         |
| «—» بیانگر ضبط شده‌ای است که در قلمروی آن جدول نبوده یا منتشر نشده‌است. | |                               |                               |                               |                               |                               |                               |                               |                               |                               |                               |                                                            |                                                                                   |

## آلبوم‌های تک‌آهنگ
| عنوان                                                                 | جزئیات آلبوم                                                                                  | بالاترین موقعیت جدول | بالاترین موقعیت جدول | بالاترین موقعیت جدول | بالاترین موقعیت جدول | بالاترین موقعیت جدول | فروش                            | گواهی‌نامه‌ها                              |
| عنوان                                                                 | جزئیات آلبوم                                                                                  | کره جنوبی            | بلژیک (اف‌ال)         | فنلاند               | ژاپن                 | یواِس ورلد            | فروش                            | گواهی‌نامه‌ها                              |
| --------------------------------------------------------------------- | --------------------------------------------------------------------------------------------- | -------------------- | -------------------- | -------------------- | -------------------- | -------------------- | ------------------------------- | ---------------------------------------- |
| خیلی خفن برای مدرسه                                                   | - انتشار: ۱۲ ژوئن ۲۰۱۳ - ناشر: بیگ هیت، لئون، پونی کنیون - قالب: سی‌دی، دانلود دیجیتال، استریم | ۵                    | ۱۷۴                  | —                    | —                    | ۱۲                   | - KOR: 455,106                  |                                          |
| کره                                                                   | - انتشار: ۹ ژوئیه ۲۰۲۱ - ناشر: بیگ هیت - قالب: سی‌دی، دانلود دیجیتال، استریم                   | ۱                    | —                    | ۶                    | ۱                    | —                    | - KOR: 3,098,641 - JPN: 217,328 | - کی‌ام‌سی‌ای: ۳× میلیون - آرآی‌ای‌جی: پلاتین |
| «—» بیانگر ضبط شده‌ای است که در قلمروی آن جدول نبوده یا منتشر نشده‌است. |                                                                                               |                      |                      |                      |                      |                      |                                 |                                          |